# Gleb Panfilov
Pour les articles homonymes, voir Panfilov.
Gleb Anatolievitch Panfilov (en russe : Глеб Анатольевич Панфилов), né le 21 mai 1934 à Magnitogorsk (RSFS de Russie, URSS) et mort le 26 août 2023 à Moscou (Russie), est un réalisateur et scénariste soviétique puis russe.

## Biographie
Gleb Panfilov naît le 21 mai 1934 à Magnitogorsk. Son père Anatolk Petrovitch (1912-1996) travaille comme journaliste. Plus tard, il enseigne l'histoire du parti communiste à l'école de théâtre Chtchoukine.
Diplômé de l'Université technique d'État de l'Oural (1957, faculté de chimie) Gleb Panfilov travaille à l'usine de dispositifs médicaux de Sverdlovsk.
En 1959, il devient chef du département de propagande et d'agitation du comité municipal du Komsomol de Sverdlovsk. À son initiative, un studio de cinéma amateur a été créé à Sverdlovsk, où, avec ses amis, il a réalisé les films Une veste de nylon et Milice populaire (1958).
En 1961, il commence à travailler à la télévision de Sverdlovsk et, la même année, rejoint le parti communiste. À la télévision de Sverdlovsk, il a réalisé les films Rejoins nos rangs (1959, documentaire), Tué pas à la guerre, Nina Menovchtchikova (courts métrages, 1962) et Le Cas de Kurt Clausewitz (1963, long métrage de télévision).
En 1960-1963, il étudie par correspondance au département de photographie du VGIK, puis, il suit une formation de réalisation aux Cours supérieurs de formation des scénaristes et réalisateurs.
En 1967, pour le tournage de son film de fin d'études Pas de gué dans le feu, Panfilov rencontre l'actrice Inna Tchourikova qui deviendra sa « muse » et sa femme.
En 1966, il est engagé par les studios Lenfilm, où il tourne son premier long métrage Il n'y a pas de gué dans le feu (1967), qui dépeint la guerre civile russe d'une manière non canonique. En 1969, ce film remporte le prix du Festival international du film de Locarno (Suisse).
Son prochain film Je vous demande pardon (1975) reçoit un prix au Festival international du film de Karlovy Vary (1976) et un prix au Festival international du film de Barcelone (1977).
En 1977, Panfilov déménage à Moscou où il travaille au studios de cinéma Mosfilm et devient chef des ateliers de réalisation aux cours supérieurs pour scénaristes et réalisateurs.
A Mosfilm, il réalise le film Thème (1979), évoquant le problème de l'émigration, qui à cause de la censure ne sera projeté qu'en 1987. Après sa sortie internationale, le film remporte le prix principal de la Berlinale - Ours d'or (1987).
En 1981, il porte à l'écran la pièce d'Alexandre Vampilov L'Été dernier à Tchoulimsk, sous le titre Valentina.
En 1983, il réalise le film Vassa basé sur la pièce Vassa Jeleznova de Maxime Gorki, pour laquelle il reçoit le prix d'or du Festival international du film de Moscou (1983).
En 1986, il fait ses débuts en tant que directeur de théâtre au théâtre Lenkom avec une production de Hamlet, dans laquelle jouent les principaux acteurs du théâtre : Oleg Yankovski (Hamlet), Inna Tchourikova (Gertrude), Alexandra Zakharova (Ophelia).
En 1990, il tourne le film Mère basé sur les œuvres de Maxime Gorky. La même année, le réalisateur reçoit le prix de Cannes pour sa contribution artistique au cinéma.
En 1991, Gleb Panfilov a fondé le studio de cinéma Vera, du nom de sa mère. Les travaux préparatoires ont commencé pour le film Les Romanov. Crowned Family dont le scénario a été écrit par Panfilov lui-même avec sa femme Inna Tchourikova. Pendant ce temps, Panfilov est retourné au Théâtre Lenkom, où en 1992 il a mis en scène la pièce ...Sorry avec Inna Churikova et Nikolaï Karatchentsov dans les rôles principaux.
En 2000, le film Les Romanov : Une famille couronnée sur les derniers mois de la vie de la dernière famille impériale russe, mai 2001, a reçu le prix principal au festival Vivat, le cinéma de la Russie! (Saint-Pétersbourg).
En février 2006, une mini-série Cercle premier (basée sur le roman éponyme d'Alexandre Soljenitsyne), est sortie à la télévision. La production a remporté de nombreux prix, dont le prix Nika du meilleur film télévisé. Parallèlement à la série, un long métrage basé sur le même roman a été tourné. Le scénario a été écrit par le réalisateur lui-même,. Un film intitulé Garder toujours est sorti en 2007 et a reçu en 2008 un prix spécial du Bureau des Nations unies en Russie au XIVe Festival international du film sur les droits de l'homme Stalker.
En 2007, le festival international du film Entrevues à Belfort lui consacre une rétrospective. En octobre 2008, la chaîne Rossiya a diffusé le nouveau film de Gleb Panfilov Innocents coupables (d'après Ostrovski).
En 2010, Gleb Panfilov met en scène la Lionne d'Aquitaine avec Inna Tchourikova et Dmitri Pevtsov basée sur la pièce de James Goldman Le Lion en hiver.
En 2014, il est président du jury du 36e Festival international du film de Moscou.
En 2021, le réalisateur termine le tournage d'Une journée d'Ivan Denissovitch adaptée du roman d'Alexandre Soljenitsyne, avec Philippe Yankovski dans le rôle principal.

### Vie privée
Gleb Panfilov est l'époux de l'actrice Inna Churikova jusqu'à la mort de celle-ci, le 14 janvier 2023. Ensemble, ils ont un fils, Ivan Panfilov, juriste et producteur, né en 1978. Gleb Panfilov est aussi le père d'Anatoli Panfilov, acteur et directeur artistique né en 1957.

## Filmographie

### Réalisateur
- 1967 : Pas de gué dans le feu (В огне брода нет, V ogne broda niet)
- 1970 : Le Début (Начало, Natchalo)
- 1975 : Je demande la parole (Прошу слова, Prachou slova)
- 1979 : Le Thème (Тема, Tema)
- 1981 : Valentina (Валентина)
- 1983 : Vassa (Васса)
- 1990 : La Mère (Мать, Mat')[5]
- 2000 : Les Romanov : une famille couronnée (Романовы. Венценосная семья, Romanovy: Ventsenosnaya semya)
- 2006 : Dans le premier cercle (В круге первом) (série tv, 10 épisodes)
- 2007 : Archiver pour l’éternité[12] (Хранить вечно)
- 2008 : Les Innocents coupables (ru) (Без вины виноватые)
- 2021 : Ivan Denissovitch (Иван Денисович)

## Récompenses
- 1969 : Léopard d'or au Festival international du film de Locarno pour Pas de gué dans le feu (В огне брода нет, V ogne broda niet)
- 1983 : médaille d'or au Festival international du film de Moscou pour Vassa (Васса)
- 1987 : Ours d'or à la Berlinale pour Le Thème (Тема, Tema)
- 1990 : prix de la meilleure contribution artistique au Festival de Cannes pour La Mère (Мать, Mat')
- 1983 : prix d'honneur pour sa contribution au cinéma au Festival international du film de Moscou
- 2006 : prix Nika pour la mini-série Le Premier cercle.
- 2006 : prix Aigle d'or pour la mini-série Le Premier cercle.
- 2020 : prix du Festival International du Film Andrei Tarkovski Miroir pour sa contribution à l'art du cinéma.
- 2022 : meilleur réalisateur à la 20e cérémonie des Aigles d'or pour Ivan Denissovitch

## Distinctions
- 2010 : officier de l'ordre des Arts et des Lettres
- 2010 : ordre du Mérite pour la Patrie IVe classe

## Citation
« Nous voulons inciter le spectateur à une attitude active, au lieu qu'il se contente d'attendre, finalement, la solution fournie par le metteur en scène. Le film doit être conçu de manière que la réflexion du spectateur puisse se prolonger après la projection. »

— Bernard Eisenschitz  in Encyclopædia Universalis.